# 緊密イオン対
化学において、緊密イオン対（きんみつイオンつい、英: intimate ion pair）の概念は、ソール・ワインスタインによって導入され、陽イオン、陰イオン、周囲の溶媒分子の間の相互作用を説明する。無機塩の普通の水溶液中では、イオンは完全に溶媒和されており、対イオンから遮蔽されている。極性の低い溶媒中では、2つのイオンはある程度まだ繋がっていることができる。「緊密」あるいは「密接」なイオン対では、2つのイオン間に溶媒分子が存在しない。溶媒和が上昇すると、イオン結合は低下し、「緩い」イオン対となる。イオン対の概念は加溶媒分解における立体化学を説明する。

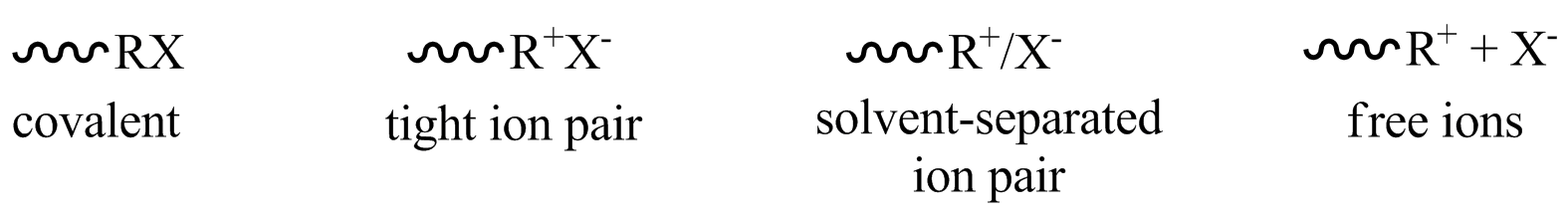
左から共有結合、緊密イオン対、溶媒により隔てられたイオン対、遊離イオン

緊密イオン対の概念は、SN1反応中にわずかに立体化学が反転する傾向について説明するために使われる。溶液中の溶媒あるいはその他のイオンはカルボカチオンを形成するための脱離基の除去を手助けすることができ、この場合SN1様式で反応が進行する。同様に、脱離基はカチオン性反応中間体と緩く会合しうる。脱離基と溶媒またはイオンの会合は、初期カルボカチオンの一方向を効果的に塞ぐのに対して、反対側からは求核剤が攻撃できる。これによって、純粋なSN1反応ではラセミ生成物が得られるはずであるが、立体化学が反転した生成物がわずかに過剰に得られる。